# Torre di Centocelle
La torre di Centocelle, o di San Giovanni, è una torre medievale della Campagna romana sita a sud-est dell'incrocio tra le odierne via Casilina e viale Palmiro Togliatti nella città di Roma.

## Struttura
Viene spesso definita erroneamente "Torre Spaccata" (toponimo relativo a un altro monumento posto nella zona denominata dal 1989 con il nuovo toponimo di Cinecittà Est); il nome "torre di S. Giovanni" deriva dalla Basilica Lateranense, che la possedeva in epoca basso-medievale, mentre comincia ad essere nota come "torre di Centocelle" solo dal XVI secolo, quando entra a far parte dei beni della famiglia romana dei Capranica. Il toponimo deriva dalla vasta tenuta posta a sud della via Casilina, fra questa e la Tuscolana, che comprendeva anche i vasti ruderi della villa imperiale di "Cento Celle" demolita nel 1927 per fare spazio alla pista dell'aeroporto. Centocelle era infatti in origine solo il territorio del pianoro poi occupato dalle strutture militari e l'attuale quartiere che conosciamo con il nome di Torre Spaccata.

## Storia
La torre faceva parte di un casale della prima fase dell'incasalamento della Campagna romana ed è databile alla fine del XII secolo grazie alla tecnica edilizia in scaglie e bozze lapidee irregolari di lava, tufo e calcare, disposte con corsi sub-orizzontali abbastanza regolari. Si conserva ancora per un'altezza consistente (circa 25 metri) e in uno stato relativamente buono, nonostante manchi di qualsiasi intervento di restauro e il boschetto di pini marittimi che la circonda sia infestato da sterpaglie.

## Descrizione
Si notano le finestre rettangolari, dotate di cornici in marmo e sovrastate da archetti in laterizi, e le buche pontaie, utilizzate per la costruzione e disposte in fasce regolari.
In origine era dotata anche di un recinto murario, oggi scomparso ma ancora visibile nelle carte del Catasto Alessandrino del XVII secolo.